# Korzeniewicze
Korzeniewicze (biał. Караневічы, ros. Кореневичи) – wieś na Białorusi, w obwodzie grodzieńskim, w rejonie grodzieńskim, w sielsowiecie Kopciówka.
Należały do ekonomii grodzieńskiej. W dwudziestoleciu międzywojennym wieś leżała w Polsce, w województwie białostockim, w powiecie grodzieńskim.
Według Powszechnego Spisu Ludności z 1921 roku wieś zamieszkiwało 147 osób, 6 było wyznania rzymskokatolickiego, 141 prawosławnego. Jednocześnie 24 mieszkańców zadeklarowało polską przynależność narodową, a 123 białoruską. Było tu 28 budynków mieszkalnych.